# Fabrizio Faniello
Fabrizio Faniello (Valletta, 27 april 1981) is een populaire zanger uit Malta.

## Biografie
Van jongs af aan is Fabrizio al bezig met muziek. Zijn talent kwam echt naar boven tijdens enkele Maltese musicals waarin hij optrad. Verder speelt hij voetbal in de MFA (Malta Football Association). Naast zijn voetbalcarrière is hij echter vooral bekend als zanger. Faniello heeft binnen Europa al enige naamsbekendheid, maar is zowel in België als Nederland nog niet doorgebroken.

## Eurovisiesongfestival
Fabrizio Faniello deed voor Malta mee aan het Eurovisiesongfestival 2001 in Kopenhagen en kwam daar met het liedje Another summer night op een 9e plaats terecht. Een redelijk resultaat, maar Faniello had op meer gehoopt. In 2006 wilde hij een herkansing en deed hij opnieuw mee aan de Maltese voorronde voor het Eurovisiesongfestival. Ondanks dat er een rel ontstond over de slechte geluidsassistentie tijdens zijn optreden, ging Fabrizio Faniello met de zege aan de haal en mocht hij voor de tweede keer voor Malta naar het songfestival. Met het liedje I do, geschreven en gecomponeerd door Aldo Spiteri en hemzelf, reisde hij af naar de Griekse hoofdstad Athene, waar het Eurovisiesongfestival 2006 plaatsvond. Dankzij het goede resultaat van Malta een jaar eerder, was Faniello rechtstreeks geplaatst voor de finale. Zijn deelname draaide echter uit op een mislukking, want Europa had slechts 1 punt voor hem over, en hij werd dan ook allerlaatste. Dit was een van de slechtste resultaten die Malta ooit boekte op een songfestival.

## Discografie

### Albums
- 2001: "While I'm Dreaming" #1 Malta,Top-20 airplay Denemarken(5 weken),Top-100 charts Denemarken(4 weken),Top-100 airplay Duitsland (7 weken)
- 2004: "When We Danced" #1 Malta
- 2005: "Believe"
- 2007: "Hits & Clips" (best of, cd/dvd)
- 2011: "No surrender"
- 2012: "Kasmaran" (release Indonesië)

### Singles
- 2001: "Another Summer Night"
- 2001: "My Girl"
- 2002: "Show Me Now"
- 2002: "Let Me Be Your Lover"
- 2002: "The touch of your breath"
- 2002: "Just 4 Christmas"
- 2004: "When We Danced"
- 2004: "I'm In Love (The Whistle Hit)" #1 Malta, #7 Zweden (15 weken Top-20), #11 Finland, Top-50 Duitsland & België
- 2005: "Bye baby bye bye"
- 2005: "Love On The Radio"
- 2006: "I do"
- 2006: "Believe"
- 2007: "Love me or leave me"
- 2007: "I need to know"
- 2010: "I no can do"
- 2010: "My heart is asking you"
- 2011: "No surrender"
- 2011: "Know me better"
- 2012: "I will fight for you (Papa's Song)"
- 2012: "The hardest thing"

1971: Joe Grech · 
1972: Helen & Joseph · 
1975: Renato · 
1991: Paul Giordimaina & Georgina · 
1992: Mary Spiteri · 
1993: William Mangion · 
1994: Chris & Moira · 
1995: Mike Spiteri · 
1996: Miriam Christine · 
1997: Debbie Scerri · 
1998: Chiara · 
1999: Times Three · 
2000: Claudette Pace · 
2001: Fabrizio Faniello · 
2002: Ira Losco · 
2003: Lynn Chircop · 
2004: Julie & Ludwig · 
2005: Chiara · 
2006: Fabrizio Faniello · 
2007: Olivia Lewis · 
2008: Morena · 
2009: Chiara · 
2010: Thea Garrett · 
2011: Glen Vella · 
2012: Kurt Calleja · 
2013: Gianluca Bezzina · 
2014: Firelight · 
2015: Amber · 
2016: Ira Losco · 
2017: Claudia Faniello · 
2018: Christabelle · 
2019: Michela · 
2021: Destiny Chukunyere · 
2022: Emma Muscat · 
2023: The Busker · 
2024: Sarah Bonnici · 
2025: Miriana Conte
- Bibliothèque nationale de France: cb145756090 (data)
- Gemeinsame Normdatei: 135217970
- International Standard Name Identifier: 0000 0000 5519 8916
- MusicBrainz: 6999592a-50e6-4af6-bbdd-c096316ab803
- Virtual International Authority File: 2715110
- WorldCat: E39PBJqQBK3tqJTgFkFgQTQQbd